# Who Dat Girl
Who Dat Girl – singel amerykańskiego rapera Flo Ridy z gościnnym udziałem Akona. Twórcami tekstu piosenki są Flo Rida, Dr. Luke, Claude Kelly, Benny Blanco, Bruno Mars i Philip Lawrence, natomiast producentami Dr. Luke i Benny Blanco. Utwór został wydany 11 stycznia 2011 roku jako trzeci singel Flo Ridy z jego trzeciego albumu studyjnego zatytułowanego Only One Flo (Part 1). Singel dotarł do 29. miejsca w notowaniu Billboard Hot 100.

## Opinia krytyków
Lewis Corner, recenzent Digital Spy ocenił piosenkę negatywnie. Przyznał jej dwie na pięć gwiazdek. Dodał, że przepisem Flo Ridy na sukces na listach jest zaproszenie do utworu Akona, który wypromował Lady Gagę i Dr. Luke’a, którego wyprodukowane utwory królują na listach przebojów. Flo Ridę skrytykował za prosty tekst piosenki.

## Pozycje na listach
Piosenka zadebiutowała 18 października 2010 roku na 55. miejscu w notowaniu Billboard Hot 100. 22 stycznia 2011 zajęła trzydzieste-piąte miejsce, sprzedając się w 63 tysiącach kopii. W następnym tygodniu dotarła do 28. miejsca, będąc tym samym ósmym singlem Flo Ridy w pierwszej trzydzieste. W Australii utwór zadebiutował 10 kwietnia 2011 roku na pozycji 29. Łącznie piosenka spędziła czternaście tygodniu w notowaniu i najwyżej dotarła do dziesiątego miejsca.

## Lista utworów
- Digital download[2]

1. Who Dat Girl (feat. Akon) – 3:19
2. Who Dat Girl (feat. Akon) [8 Barz Club Mix] – 4:58
3. Who Dat Girl (feat. Akon) [Deniz Koyu Radio Edit] – 3:01

## Teledysk
Teledysk został wyreżyserowany przez Ray Kay. Premiera teledysku odbyła się 2 grudnia 2010 roku na kanale MTV. W wideoklipie Flo Rida pokazuje koledze zdjęcie dziewczyny w laptopie, po chwili wychodzi ona z niego jak w filmie Dziewczyna z komputera.

## Notowania i certyfikaty

### Tygodniowe listy przebojów
| Lista (2011)                          | Najwyższa pozycja |
| ------------------------------------- | ----------------- |
| Australia (ARIA Charts)               | 10                |
| Austria (Ö3 Austria Top 40)           | 45                |
| Belgia (Ultratip Flanders)            | 17                |
| Kanada (Canadian Hot 100)             | 16                |
| Wielka Brytania (UK R&B Chart)        | 22                |
| Wielka Brytania (UK Singles Chart)    | 64                |
| Stany Zjednoczone (Billboard Hot 100) | 29                |
| Stany Zjednoczone (Pop Songs)         | 23                |

| Lista (2010)             | Pozycja |
| ------------------------ | ------- |
| Australian Singles Chart | 83      |

| Kraj      | Certyfikat      |
| --------- | --------------- |
| Australia | platynowa płyta |